# Demai
Demai (en hebreo: דמאי) es el tercer tratado del Séder Zeraim ("Orden de las Semillas") de la Mishná y del Talmud. Consiste en siete capítulos y tiene una Guemará apenas en el Talmud de Jerusalén. Existe algún debate acerca del significado literal y del origen de la palabra demai.
Se refiere principalmente sobre las leyes relacionadas con la producción sobre el cual existe la sospecha que de él no hayan sido retirados alguno de los diezmos: maasser rishon (el primer diezmo para el Leví), terumat maasser y maaser sheni (el segundo diezmo) o maasser ani (el diezmo para el pobre), dependiendo del año del ciclo de Shmitá, de acuerdo con el versículo bíblico: Números 18:24-28.
- Datos: Q2198003